# 斯氏空鱗䲁
斯氏空鱗䲁（學名：Karalepis stewarti），為輻鰭魚綱䲁形目三鰭䲁科空鱗䲁屬的一個種，是由Aedo Pascual Tomo於1982年描述，分布於西南太平洋紐西蘭海域，深度0至33公尺，體長可達15公分，夜行性，白天躲藏在岩縫或洞穴中，屬肉食性，以軟體動物及小型甲殼類為食，雌魚產附著性卵在藻類築的巢，雄魚會守護卵，幼魚為浮游性，生活習性不明。